# Andrea Cittadella Vigodarzere
Andrea Cittadella Vigodarzere (Treviso, 15 luglio 1804 – Firenze, 19 marzo 1870) è stato un politico italiano.

## Biografia
Nacque a Treviso da Giorgio Cittadella, che allora ricopriva la carica di governatore della provincia, e da Margherita Zacco Lion. Entrambi i genitori appartenevano alla nobiltà padovana.
Ebbe come precettori l'abate Giuseppe Barbieri e lo zio Antonio Vigodarzere (che gli trasmise il secondo cognome), che gli fornirono un'ottima educazione classica impregnata di una forte religiosità.
Nel 1826 si iscrisse all'università di Padova per studiare giurisprudenza. Fece pratica in tribunale quale "ascoltante", quindi cominciò il tirocinio - presto abbandonato - presso l'avvocato Giovanni Battista Pivetta, la cui casa era diventata un punto di ritrovo per le più note personalità della cultura cittadina.
Morto lo zio nel 1835, divenne erede di un consistente patrimonio che gli permise di dedicarsi a tempo pieno agli studi letterari e scientifici, al mecenatismo, alla filantropia e, infine, alla politica.